# Chrosomus
Chrosomus — рід невеликих коропоподібних риб з родини ялецевих (Leuciscidae), що мешкають в Північній Америці . В цьому роді є сім визнаних видів:

## Види
- Chrosomus cumberlandensis (Starnes & Starnes, 1978)
- Chrosomus eos (Cope, 1861)
- Chrosomus erythrogaster (Rafinesque, 1820)
- Chrosomus neogaeus (Cope, 1867)
- Chrosomus oreas (Cope, 1868)
- Chrosomus saylori (Skelton, 2001)
- Chrosomus tennesseensis (Starnes & Jenkins, 1988)